# Probosca batesi
Probosca batesi es una especie de coleóptero de la familia Oedemeridae.

## Distribución geográfica
Habita en Irak.